# George Trützschler
Georg(e) Trützschler war ein leitender sächsischer Beamter. Er ist in den Jahren zwischen 1538 und 1544 als Amtmann des Amtes Grünhain im Erzgebirge nachweisbar. 

## Leben und Wirken
Die Biografie von George Trützschler wurde noch nicht intensiver erforscht. Er stammte aus dem Adelsgeschlecht von Trützschler. Wilhelm Trützschler zu Ellefeld war sein Bruder.
1538 wurde er von Amsus von der Oelsnitz wegen des Baus eines Wehres im Dorfbach in Oelsnitz im Erzgebirge verklagt.
Zwei Jahre später wurde er vor dem Oberhofgericht wegen der Gerichtsbarkeit in Vielau verklagt.
1544 war er an der Auswahl von kirchlichen Stipendiaten beteiligt.
Trützschler saß auf Falkenstein im Vogtland.